# Drakenburg
Drakenburg là một đô thị ở huyện Nienburg, trong bang Niedersachsen, nước Đức. Đô thị Drakenburg có diện tích 11,76 km².